# Detektivbüro Roth
Detektivbüro Roth è una serie televisiva tedesca  prodotta dal 1986 al 1987 da Active Film, Bayerisches Werbefernsehen (BW) ed Elan-Film Gierke & Co. Protagonisti della serie sono Manfred Krug, Ute Willing, Eva Maria Bauer  e Peter Seum.
La serie consta di 2 stagioni, per un totale di 35 episodi.
In Germania, la serie fu trasmessa in prima visione dall'emittente ARD 1 (Das Erste). Il primo episodio, intitolato Die Jagd beginnt, andò in onda in prima visione il 17 aprile 1986 (22 aprile, secondo un'altra fonte); l'ultimo, intitolato Ehrenwerte Herren, fu trasmesso in prima visione il 6 gennaio 1987.

## Trama
Dopo aver abbandonato gli studi ad un passo dal diploma, Bruno Roth conduce in una villa del quartiere berlinese di Lichterfelde uno studio di investigazioni private, lasciato in eredità dal padre di Ricarda, la sua fidanzata. Assieme a loro vivono zia Olga Roth e Uli Roth, nipote di Bruno.
I Roth vengono così via via incaricati di investigare su casi di spionaggio industriale, sabotaggio, omicidio, ecc.

## Episodi
| Stagione         | Puntate | Prima TV Spagna | Prima TV Italia |
| ---------------- | ------- | --------------- | --------------- |
| Prima stagione   |         | 1986            | inedita         |
| Seconda stagione |         | 1986            | inedita         |

## Spin-off
- Hafendetektiv[6]